# Talaș

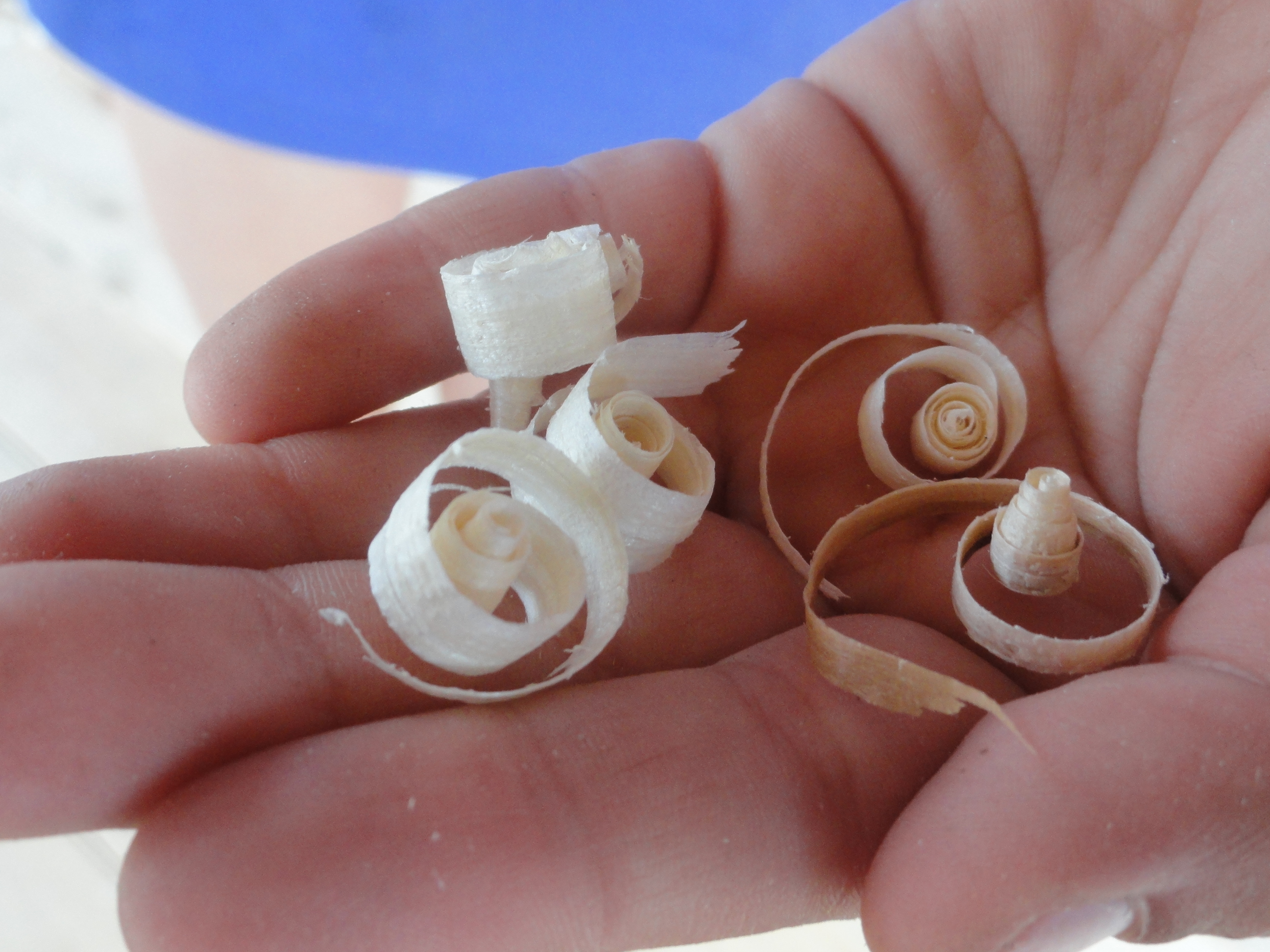
Talaș

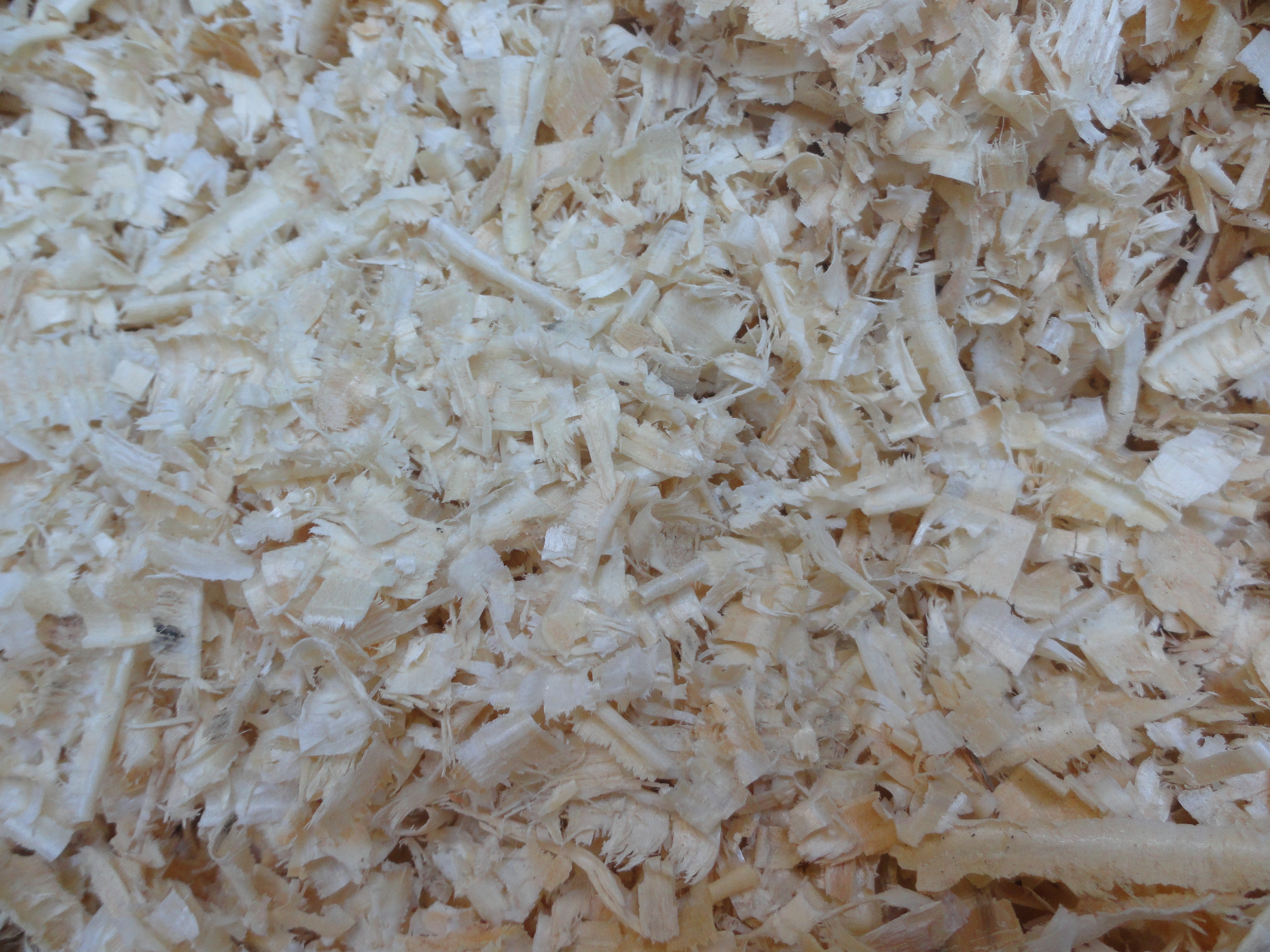

Talaș sau talaj reprezintă un tip de deșeuri din lemn, formate din așchii lungi, subțiri și răsucite care se desprind la prelucrarea lemnului cu rindeaua sau cu unelte cu tăiș lat.